# Ewa Szykulska
Ewa Szykulska (ur. 11 września 1949 w Warszawie) – polska aktorka telewizyjna, filmowa i teatralna.

## Życiorys
Uczyła się w Liceum im. Banacha w Warszawie. W okresie licealnym zagrała w filmie Jerzego Hoffmana Ojciec. W 1971 ukończyła Państwową Wyższą Szkołę Teatralną w Warszawie.
Zagrała w teledyskach do piosenek Skaldów: „Wszystko mi mówi, że mnie ktoś pokochał” (1968) i „Prześliczna wiolonczelistka” (1969). 18 marca 1973 zadebiutowała jako aktorka teatralna rolą Małgorzaty w sztuce Marii Czanerle Gulgutiera (reż. Józef Szajna) w Teatrze Studio w Warszawie, z którym była zawodowo związana do 1979. Następnie grała w teatrach warszawskich: Syrena (1979–1989), Na Woli (1982) i Rozmaitości (1987).
Popularność wśród telewidzów zyskała w latach 70. i 80., dzięki rolom w filmach i serialach: Hydrozagadka, Samochodzik i templariusze, Dziewczyny do wzięcia, Kariera Nikodema Dyzmy, Vabank, Jan Serce i Nadzór. Krytycy i widzowie chwalili ją za talent, nieprzeciętną urodę i charakterystyczny, zachrypnięty tembr głosu.
W 1985 otrzymała nagrodę Ministra Kultury i Sztuki II stopnia za „wybitne kreacje filmowe i teatralne” oraz została odznaczon Srebrnym Krzyżem Zasługi.
W 1989 zawiesiła karierę aktorską i założyła firmę „Ewa Chantal”, zajmującej się sprowadzaniem i sprzedażą używanych samochodów.
Powróciła do aktorstwa występami w Teatrze „Stara Prochownia” w Warszawie (1991), następnie grała także w Teatrze Współczesnym we Wrocławiu (1995 i 1999) i Scenie Na Piętrze w Poznaniu (1995 i 1999). Na początku XXI wieku wcielała się m.in. w postać Heleny Bogackiej w sitcomie Lokatorzy i jego spin-offie Sąsiedzi. W 2004 za rolę w tych serialach otrzymała statuetkę Kryształowego Granatu (nagrodę dla najlepszej aktorki komediowej) na VIII Festiwalu Filmów Komediowych w Lubomierzu.
W 2002 występowała w Teatrze Ochoty w Warszawie. W 2007 w Teatrze Wytwórnia premierowo wystąpiła w monodramie Zamarznięta autorstwa i reżyserii Pawła Sali. W 2008 otrzymała nagrodę „Wielki Ukłon” za całokształt twórczości podczas międzynarodowego festiwalu Quest Europe w Zielonej Górze.
W 2016 wzięła udział w programie Przygarnij mnie w TVP2 oraz odcisnęła swoją dłoń na Promenadzie Gwiazd w Międzyzdrojach.

## Życie prywatne
Jest córką Zbigniewa (1924–2001) i Eugenii z Mućków (1925–2007) Szykulskich. Jej siostrą była Barbara Szykulska (1953–2019), konserwatorka sztuki zamieszkała w Austrii.
Pierwszym mężem aktorki był reżyser Janusz Kondratiuk. Następnie wyszła za inżyniera Zbigniewa Perneja, specjalisty od samochodów francuskich (zm. 25 grudnia 2021). Jest bezdzietna.

## Filmografia
| Rok       | Tytuł                                        | Rola | Uwagi                                                                                               |
| --------- | -------------------------------------------- | --- | --------------------------------------------------------------------------------------------------- |
| 1966      | Tandem                                       | rzucająca kwiat | film muzyczny, reżyseria: Stanisław Kokesz                                                          |
| 1966      | Tandem                                       | podająca kawę | film muzyczny, reżyseria: Stanisław Kokesz                                                          |
| 1966      | Tandem                                       | karmiąca kury | film muzyczny, reżyseria: Stanisław Kokesz                                                          |
| 1966      | Tandem                                       | dziewczyna nad stawem | film muzyczny, reżyseria: Stanisław Kokesz                                                          |
| 1966      | Tandem                                       | dziewczyna w domku | film muzyczny, reżyseria: Stanisław Kokesz                                                          |
| 1967      | Ojciec                                       | koleżanka Zenobiusza | film obyczajowy, reżyseria: Jerzy Hoffman                                                           |
| 1968      | Gra                                          | Ewa, dziewczyna w pracowni                                                                                                 | film psychologiczny, reżyseria: Jerzy Kawalerowicz                                                  |
| 1968      | Zjazd rodzinny                               | żona Menyherta | film obyczajowy, reżyseria: István Gaál                                                             |
| 1968      | Człowiek z M-3                               | Marta | film komediowy, reżyseria: Leon Jeannot                                                             |
| 1969      | W każdą pogodę                               | Ewa, dziewczyna Stefana | film obyczajowy, reżyseria: Andrzej Zakrzewski                                                      |
| 1969      | Jak zdobyć pieniądze, kobietę i sławę        | Mariola | film komediowy, reżyseria: Janusz Kondratiuk                                                        |
| 1970      | Sygnały MMXX                                 | sekretarka Rosi | film science fiction, reżyseria: Gottfried Kolditz                                                  |
| 1970      | Hydrozagadka                                 | panna Jola | film komediowy, reżyseria: Andrzej Kondratiuk                                                       |
| 1970      | Draka                                        | Jola | film obyczajowy, reżyseria: Janusz Kubik                                                            |
| 1971      | Samochodzik i templariusze                   | Karen Petersen | serial telewizyjny, reżyseria: Hubert Drapella                                                      |
| 1971      | Motodrama                                    | Ewka, zbieraczka autografów                                                                                                | film komediowy, reżyseria: Andrzej Konic                                                            |
| 1971      | Gonitwa                                      | klientka krawcowej | film obyczajowy, reżyseria: Zygmunt Hübner                                                          |
| 1971      | Pięć i pół bladego Józka                     | dziewczyna w samochodzie                                                                                                   | film obyczajowy, reżyseria: Henryk Kluba                                                            |
| 1972      | Skorpion, Panna i Łucznik                    | dziewczyna u „Mistrza” | film psychologiczny, reżyseria: Andrzej Kondratiuk                                                  |
| 1972      | Fortuna                                      | Mańka Piecuch „Ada” | film kryminalny, reżyseria: Helena Amiradżibi                                                       |
| 1972      | Dziewczyny do wzięcia                        | dziewczyna pracująca na poczcie, poderwana przez „inżyniera”                                                               | film komediowy, reżyseria: Janusz Kondratiuk                                                        |
| 1973      | Pies                                         | Ewa Mazurkowa | film komediowy, reżyseria: Janusz Kondratiuk                                                        |
| 1973      | Padalce                                      | Janka | film obyczajowy, reżyseria: Roman Wionczek                                                          |
| 1973      | Janosik                                      | panna młoda (odc. 9) | serial telewizyjny, reżyseria: Jerzy Passendorfer                                                   |
| 1974      | Potop                                        | Zonia Gosztowtówna-Paculanka                                                                                               | film historyczny, reżyseria: Jerzy Hoffman                                                          |
| 1974      | Ile jest życia                               | Iwa (odc. 8, 9, 11, 12) | serial telewizyjny, reżyseria: Zbigniew Kuźmiński                                                   |
| 1974      | Głowy pełne gwiazd                           | Mickey Mouse | film wojenny, reżyseria: Janusz Kondratiuk                                                          |
| 1974      | Ojciec nie chce się żenić                    | Sibylle | serial telewizyjny                                                                                  |
| 1975      | Gwiazda zwodniczego szczęścia                | Paulina Gueuble-Anniekowa                                                                                                  | film historyczny, reżyseria: Władimir Motyl                                                         |
| 1976      | Zielone, minione...                          | prostytutka | film psychologiczny, reżyseria: Gerard Zalewski                                                     |
| 1976      | Wakacje                                      | uczestniczka obozu (odc. 2)                                                                                                | serial telewizyjny, reżyseria: Anette Olsen                                                         |
| 1978      | Rodzina Połanieckich                         | Aneta Osnowska (odc. 1, 4, 5, 6, 7)                                                                                        | serial telewizyjny, reżyseria: Jan Rybkowski                                                        |
| 1978      | 07 zgłoś się                                 | Ewa Rogulska (odc. 9) | serial telewizyjny, reżyseria: Andrzej Jerzy Piotrowski                                             |
| 1978      | Wyznanie miłości                             | Zina | film obyczajowy, reżyseria: Ilja Awerbach                                                           |
| 1979      | Ród Gąsieniców                               | mandatariuszowa (odc. 2)                                                                                                   | serial telewizyjny, reżyseria: Konrad Nałęcki                                                       |
| 1979      | Gazda z diabelnej                            | matka Ryśka (odc. 6) | serial telewizyjny, reżyseria: Grzegorz Warchoł                                                     |
| 1980      | Kariera Nikodema Dyzmy                       | hrabina Lala Koniecpolska (odc. 1, 3, 5, 7)                                                                                | serial telewizyjny, reżyseria: Jan Rybkowski                                                        |
| 1980      | Nowy Don Juan                                | Vera Kronenthal | film komediowy, reżyseria: Siegfried Kuhn                                                           |
| 1980      | 26 dni z życia Dostojewskiego                | Apolonia Susłowa | film biograficzny, reżyseria: Aleksandr Zarchi                                                      |
| 1981      | Vabank                                       | Marta Rychlińska | film komediowo-kryminalny, reżyseria: Juliusz Machulski                                             |
| 1981      | Ślepy bokser                                 | Jola | film sportowy, reżyseria: Marek Nowicki                                                             |
| 1981      | On, ona, oni                                 | Danka, przyjaciółka Magdy                                                                                                  | film obyczajowy, reżyseria: Włodzimierz Szpak, Andrzej Mellin                                       |
| 1981      | Okolice spokojnego morza                     | Irena Kalewikowa | film obyczajowy, reżyseria: Zbigniew Kuźmiński                                                      |
| 1981      | Jan Serce                                    | Danuta Uljasz (odc. 4, 5)                                                                                                  | serial telewizyjny, reżyseria: Radosław Piwowarski                                                  |
| 1981      | 07 zgłoś się                                 | dyrektor Tarnawska (odc. 13)                                                                                               | serial telewizyjny, reżyseria: Kazimierz Tarnas                                                     |
| 1982      | 24 godziny w deszczu                         | Eliza Barbieri | film melodramatyczny, reżyseria: Władysław Ikonomov                                                 |
| 1983      | Seksmisja                                    | instruktorka w sekcji specjalnej                                                                                           | film science fiction, reżyseria: Juliusz Machulski                                                  |
| 1983      | Nadzór                                       | Stacha Wilecka | film dramatyczny, reżyseria: Wiesław Saniewski                                                      |
| 1983      | Kamienne tablice                             | Judyta | film melodramatyczny, reżyseria: Ewa Petelska, Czesław Petelski                                     |
| 1983      | Dom świętego Kazimierza                      | Maria Teresa Sadowska | film biograficzny, reżyseria: Ignacy Gogolewski                                                     |
| 1984      | Vabank II, czyli riposta                     | Marta Rychlińska | film komediowo-kryminalny, reżyseria: Juliusz Machulski                                             |
| 1984      | Kim jest ten człowiek                        | Maria Gocławska | film sensacyjny, reżyseria: Ewa Petelska, Czesław Petelski                                          |
| 1984–1989 | O dwóch takich, co ukradli księżyc           | Jacek (głos) | serial animowany, reżyseria: Leszek Gałysz                                                          |
| 1985      | Zaproszenie                                  | Natalia | film obyczajowy, reżyseria: Wanda Jakubowska                                                        |
| 1985      | W cieniu nienawiści                          | „opiekunka” Ewy | film wojenny, reżyseria: Wojciech Żółtowski                                                         |
| 1986      | Pogrzeb lwa                                  | Stella | film obyczajowy, reżyseria: Jan Rutkiewicz                                                          |
| 1986      | Pięć kobiet na tle morza                     | Ewa Długosz | film sensacyjny, reżyseria: Władysław Ikonomov                                                      |
| 1986      | Magma                                        | | serial telewizyjny, reżyseria: Leszek Staroń                                                        |
| 1986      | Epizod Berlin-West                           | Iza Lebl | film obyczajowy, reżyseria: Mieczysław Waśkowski                                                    |
| 1986      | Ene-Due                                      | | etiuda, reżyseria: Wojciech Molski                                                                  |
| 1987      | Pantarej                                     | matka Zita | film dramatyczny, reżyseria: Krzysztof Sowiński                                                     |
| 1987      | Ballada o Januszku                           | doktorowa Żurkowska (odc. 1–4)                                                                                             | serial telewizyjny, reżyseria: Henryk Bielski                                                       |
| 1988      | Zmowa                                        | Kolibowa | film kryminalny, reżyseria: Janusz Petelski                                                         |
| 1988      | Warszawskie gołębie                          | Krawczakowa | film obyczajowy, reżyseria: Henryk Bielski                                                          |
| 1988      | Kolory kochania                              | Amelia | film biograficzny, reżyseria: Wanda Jakubowska                                                      |
| 1989      | Po własnym pogrzebie                         | właścicielka kawiarni | film obyczajowy, reżyseria: Stanisław Jędryka                                                       |
| 1990      | Goliathus, goliathus                         | matka | film obyczajowy, reżyseria: Mariusz Grzegorzek                                                      |
| 1992      | Jacek i Placek                               | Jacek (głos) | film animowany, reżyseria: Leszek Gałysz                                                            |
| 1994      | Polska śmierć                                | Zychowa | film sensacyjny, reżyseria: Waldemar Krzystek                                                       |
| 1995      | 101 dalmatyńczyków                           | Cruella de Mon (głos, drugi polski dubbing)                                                                                | film animowany, reżyseria dubbingu: Ewa Złotowska                                                   |
| 1995      | Szczur                                       | „Mamuśka”, mieszkanka podziemia                                                                                            | film sensacyjny, reżyseria: Jan Łomnicki                                                            |
| 1997–1998 | 13 posterunek                                | Zofia Zoficka | serial telewizyjny, reżyseria: Maciej Ślesicki                                                      |
| 1999      | Całe zdanie nieboszczyka                     | Alicja (odc. 4, 6, 8-9) | serial telewizyjny, reżyseria: Igor Maslennikov                                                     |
| 1999      | Policjanci                                   | burdelmama (odc. 5, 6, 11)                                                                                                 | serial telewizyjny, reżyseria: Łukasz Wylężałek                                                     |
| 1999–2003 | Lokatorzy                                    | Helena Bogacka | serial telewizyjny, reżyseria: Marcin Sławiński, Andrzej Kostenko, Feridun Erol, Andrzej Strzelecki |
| 2000      | 13 posterunek 2                              | Zofia Zoficka (odc. 20) | serial telewizyjny, reżyseria: Maciej Ślesicki                                                      |
| 2001      | Casus belli                                  | | film obyczajowy, reżyseria: Igor Ugolnikov                                                          |
| 2002      | Break Point                                  | | film obyczajowy, reżyseria: Marek Nowicki                                                           |
| 2002      | Azazel                                       | Emma Pful | serial telewizyjny, reżyseria: Aleksander Abadaszjan                                                |
| 2003-2008 | Sąsiedzi                                     | Helena Bogacka | serial telewizyjny, reżyseria: różni                                                                |
| 2003      | Dotknij mnie                                 | Ewa | film dramatyczny, reżyseria: Anna Jadowska, Ewa Stankiewicz                                         |
| 2004      | Jam session                                  | Teresa (głos) | film animowany, reżyseria: Izabela Plucińska                                                        |
| 2004      | Teraz ja                                     | kobieta w samochodzie | film obyczajowy, reżyseria: Anna Jadowska                                                           |
| 2004      | Nasza ulica                                  | Kaskowa | film obyczajowy, reżyseria: Łukasz Palkowski                                                        |
| 2005–2007 | Pierwsza miłość                              | Gozdecka | serial telewizyjny, reżyseria: różni                                                                |
| 2005–2007 | Pierwsza miłość                              | Jolanta z Piły | serial telewizyjny, reżyseria: różni                                                                |
| 2005      | X2                                           | matka | etiuda, reżyseria: Bartosz Paduch                                                                   |
| 2006      | Olek                                         | Stasia | film obyczajowy, reżyseria: Sławomir Kulikowski                                                     |
| 2006      | Hela w opałach                               | Mariolka (odc. 7) | serial telewizyjny, reżyseria: Andrzej Kostenko                                                     |
| 2006–2007 | Królowie śródmieścia                         | Marta Kramer (odc: 3, 4, 8, 10–12)                                                                                         | serial telewizyjny, reżyseria: Anna Jadowska                                                        |
| 2007      | Dywersant: Koniec wojny                      | frau Fogel | serial telewizyjny, reżyseria: Igor Zajcew                                                          |
| 2008      | Supremax                                     | | etiuda, reżyseria: Wojciech Stupnicki                                                               |
| 2008      | Nagle na zawsze                              | Ewa, matka Ani | etiuda, reżyseria: Zbigniew Bzymek                                                                  |
| 2008      | Kryminalni                                   | Nina Wysocka (odc. 93) | serial telewizyjny, reżyseria: Maciej Pieprzyca                                                     |
| 2008      | Ikar                                         | | etiuda, reżyseria: Bartosz Warwas                                                                   |
| 2008      | Jan z drzewa                                 | Magda | film komediowy, reżyseria: Łukasz Kasprzykowski                                                     |
| 2008      | I kto tu rządzi?                             | siostra Antonina (odc. 48)                                                                                                 | serial telewizyjny, reżyseria: Maciej Ślesicki                                                      |
| 2008      | Whisky z mlekiem                             | | film obyczajowy, reżyseria: Aleksandr Michajłow                                                     |
| 2009      | Ojciec Mateusz                               | Jadwiga Balińska (odc. 24)                                                                                                 | serial telewizyjny, reżyseria: Maciej Dutkiewicz                                                    |
| 2010      | Gdyby ryby miały głos                        | matka Wojtka | film obyczajowy, reżyseria: Tomasz Jurkiewicz                                                       |
| 2010      | Matka Teresa od kotów                        | Krystyna, przyjaciółka Teresy                                                                                              | film dramatyczny, reżyseria: Paweł Sala                                                             |
| 2011      | Z miłości                                    | Marta | film dramatyczny, reżyseria: Anna Jadowska                                                          |
| 2011      | W pokoju panowało milczenie                  | | etiuda, reżyseria: Anouar Abou-Hilal                                                                |
| 2011      | Trzy siostry T                               | Sabina Trupka, ciotka Roberta                                                                                              | thriller, reżyseria: Maciej Kowalewski                                                              |
| 2011      | Popatrz na mnie                              | matka Natalii | film obyczajowy, reżyseria: Katarzyna Jungowska                                                     |
| 2011      | Plebania                                     | Renia (odc. 1687–1694, 1702, 1703, 1708, 1713, 1730–1736, 1777, 1780, 1783, 1784, 1796–1798, 1800, 1805, 1807, 1810, 1811) | serial telewizyjny, reżyseria: różni                                                                |
| 2011      | Ludzie normalni                              | | etiuda, reżyseria: Piotr Złotorowicz                                                                |
| 2011      | Głęboka woda                                 | matka Kaliny (odc. 9, 11)                                                                                                  | serial telewizyjny, reżyseria: Magdalena Łazarkiewicz, Kasia Adamik                                 |
| 2012      | Ostra randka                                 | babcia Teresa | thriller, reżyseria: Maciej Odoliński                                                               |
| 2012-2015 | Klan                                         | Milena Furtecka | serial telewizyjny, reżyseria: różni                                                                |
| 2013      | Zuza, Zuza                                   | babka | etiuda, reżyseria: Piotr Matysiak                                                                   |
| 2013      | Głęboka woda (sezon 2)                       | matka Kaliny (odc. 4, 11)                                                                                                  | serial telewizyjny, reżyseria: Magdalena Łazarkiewicz                                               |
| 2014      | Dom opieki                                   | pensjonariuszka | etiuda, reżyseria: Antonio Eduardo Galdamez Munoz, Jakub Stolecki                                   |
| 2015      | Na dobre i na złe                            | Teresa (odc. 591) | serial telewizyjny, reżyseria: różni                                                                |
| 2015      | Marynarz w Łodzi                             | pani Renia | film komediowy, reżyseria: Marcin Latałło                                                           |
| 2015      | Ojciec Mateusz                               | Henryka (odc. 185) | serial telewizyjny, reżyseria: Wojciech Nowak                                                       |
| 2015      | Strzyga                                      | matka | etiuda, reżyseria: Kamil Krukowski                                                                  |
| 2015      | W daljkom sorok piatom... Wstreczi na Elbie” | | film obyczajowy, reżyseria: Mira Todorowskaja, Petro Aleksowski                                     |
| 2016      | Kolekcja sukienek                            | Luiza | film obyczajowy, reżyseria: Marzena Więcek                                                          |
| 2016      | Komisarz Alex                                | Pola Frey (odc. 100) | serial telewizyjny, reżyseria: różni                                                                |
| 2016      | Syn królowej śniegu                          | Maria | film baśniowy, reżyseria: Robert Wichrowski                                                         |
| 2017      | Ojciec Mateusz                               | Chojnowska (odc. 220, 225)                                                                                                 | serial telewizyjny, reżyseria: różni                                                                |
| 2017      | Pod wspólnym niebem                          | Wiktoria | serial telewizyjny                                                                                  |
| 2017      | Coco                                         | Abuelita Elena Rivera (głos, polski dubbing)                                                                               | film animowany, reżyseria: Joanna Węgrzynowska-Cybińska                                             |
| 2018      | Ucho Prezesa                                 | Iwona Hartwich (odc. 43)                                                                                                   | serial internetowy, reżyseria: Tadeusz Śliwa                                                        |
| 2018      | Ślepnąc od świateł                           | matka Adama (odc. 8) | serial telewizyjny                                                                                  |
| 2019      | Marynarz bez łodzi                           | pani Renia | film obyczajowy, reżyseria: Marcin Latałło                                                          |
| 2019      | Za marzenia                                  | Regina, babcia Bartka (odc. 20)                                                                                            | serial telewizyjny, reżyseria: różni                                                                |
| 2019–2023 | Leśniczówka                                  | Helena, matka Jacka | serial telewizyjny, reżyseria: różni                                                                |
| 2020      | Kolej na miłość                              | starsza pani | film obyczajowy, reżyseria: Miguel J. Velez                                                         |
| 2021      | Sexify                                       | portierka w akademiku | serial internetowy, reżyseria: Kalina Alabrudzińska, Piotr Domalewski                               |
| 2021      | Arcane                                       | Grayson (głos, polski dubbing)                                                                                             | serial animowany, reżyseria: Bartosz Wesołowski                                                     |
| 2022–2023 | Mój agent                                    | Mira Kornacka | serial telewizyjny, reżyseria: Julia Kolberger, Olga Chajdas                                        |
| 2022–2023 | Archiwista II                                | matka Ryszarda | serial telewizyjny, reżyseria: Robert Wichrowski                                                    |
| 2024      | Powstaniec 1863                              | matka Józefa | film fabularny, reżyseria: Tadeusz Syka                                                             |
| 2024      | Będziemy mieszkać razem                      | Becia | serial telewizyjny, reżyseria: Anna Maliszewska                                                     |

## Teledyski
Ewa Szykulska wystąpiła w dwóch oficjalnych teledyskach zespołu Skaldowie: Prześliczna wiolonczelistka (jako tytułowa wiolonczelistka), oraz w utworze Wszystko mi mówi, że mnie ktoś pokochał.